# The Soulful Moods of Marvin Gaye
The Soulful Moods of Marvin Gaye debitantski i prvi LP album američkog soul vokala Marvina Gayea, koji izlazi u lipnju 1961.g. Album izdaje diskografska kuća "Motown". Predsjednik kuće, Berry Gordy, tražio je jedan uspješan R&B album, dok je Gaye insistirao na jazz materijalu. Motown je tada odlučio da će pričekati s objavljivanjem albuma pet tjedana.
Jazz albumi nisu dobro prolazili i Gaye se prilagođava zahtjevu tržišta i snima R&B materijal. Marvin je jako volio jazz glazbu i uvijek je ubacivao dijelove jazza u svoje materijale. Mnogi objavljeni jazz albumi 1960-ih, pali su u sjenu R&B albuma i njihovih hitova. The Soulful Moods of Marvin Gaye album je na kojemu ima dosta jazz materijala ali sadrži i tri R&B singla, "Let Your Conscience Be Your Guide", "Never Let You Go" i "You Don't Know What Love Is".

## Popis pjesama
1. "The Masquerade is Over" (Magidson/Wrubel)  – 5:08
2. "My Funny Valentine" (Rodgers/Hart)  – 3:26
3. "Witchcraft" (Coleman/Leigh)  – 2:22
4. "Easy Living" (Rainger/Robin)  – 3:05
5. "How Deep is the Ocean?" (Berlin)  – 3:08
6. "Love For Sale" (Porter)  – 2:54
7. "Always" (Berlin)  – 2:58
8. "How High the Moon" (Hamilton/Lewis)  – 2:28
9. "Let Your Conscience Be Your Guide" (Gordy)  – 3:01
10. "Never Let You Go" (Fuqua/Gaye)  – 2:41
11. "You Don't Know What Love Is" (DePaul/Gaye)  – 3:53